# كيوباتو
كيوباتو مدينة تقع في ولاية ساو باولو في البرازيل. تبعد عن ميناء سانتوس 12 كيلومتر. وهي الأكبر في أمريكا اللاتينية. كان عدد السكان في 2003 حوالي 150,599 نسمة، بكثافة سكانية بلغت 799.99 نسمة في الكيلومتر المربع. تبلغ مساحتها 142 كيلومتر مربع وتستضيف 24 صناعة ومنها صناعة الصلب والأسمدة وتكرير النفط.
في بداية عقد 1980، كانت كيوباتو واحدة من أكثر المدن تلوثاً في العالم. ولقّبت «بوداي الموت» بسبب زيادة نسبة المواليد المصابين بأمراض الجهاز التنفسي وأمراض الكبد والدم. كما أن معدلات تلوث الهواء تقتل الغابات التي تحيط بالمدينة. وهي مدينة تزدحم بالسكان الفقراء، وكانت في المرتبة العاشرة من حيث أقذر المدن في العالم حسب تصنيف مجلة Popular science.
في 25 فبراير 1984 تسرب النفط في حي فقير «فيلا سوكو» على النار مما أدى عن مقتل 93 شخص حسب الأرقام الرسمية، على الرغم من عدد القتلى الفعلي قد يكون أكثر من 200 شخص. وقد صنفت منظمة «غرين بيس» أحداث تأثّر العمال بالملوثات العضوية الثابتة في شركة روديا كأحد أسوأ الجرائم في لعالم وقد ورد هذا في تقرير قمة ريو عام 1992.
بذلت جهود قوية لتقليل التلوث في المدينة كلفت 12 مليون دولار حتى الآن. وعلى الرغم من تحسن الأمور كثيراً إلا أنه من المستحيل تنظيف الماء والتربة والمياه الجوفيه تماماً. بينما تستمر العديد من الصناعات الكبيرة للعمل في هذه المنطقة الصغيرة وأيضا سيكون هناك دائما بعض التلوث.

## أعلام
- ميلتون كروز
- إدميلسون براغا بيسب جونيور
- أفونسو شميت
- أندرسون كارفاليو
- أريفالدو أنطونيو سارايفا

## روابط خارجية
- الموقع الرسمي للمدينة